# 제임스 만참
제임스 리차드 마리 만참(영어: James Richard Marie Mancham, 1939년 8월 11일 ~ 2017년 1월 8일)은 세이셸의 초대 대통령이었다.
1976년 세이셸이 독립하면서 집권하였으나 이듬해 프랑스 알베르 르네가 저지른 쿠데타로 축출되었다.